# Endeis meridionalis
Endeis meridionalis är en havsspindelart som först beskrevs av Böhm, R. 1879.  Endeis meridionalis ingår i släktet Endeis och familjen Endeididae. Inga underarter finns listade i Catalogue of Life.